# دوري كرة القدم الماليزي
دوري كرة القدم الماليزي، تأسس نظام دوري كرة القدم الماليزي خلال عملية خصخصة نظام . لشراكة كرة القدم الماليزية ذات المسؤولية المحدودة (FMLLP). تدير الشركة كل ما يتعلق بكرة القدم الماليزية تحت سلطتها القضائية، والتي تشمل الدوري الماليزي السوبر، وكأس MFL ، ودوري M3 الماليزي، ودوري ماليزيا M4 ، ودوري ماليزيا M5 ، وكأس ماليزيا، وكأس التحدي الماليزي، وكأس الاتحاد الماليزي لكرة القدم، ودوري الصالات الماليزي الممتاز، وكأس الصالات الماليزي . وتهدف إلى تطوير كرة القدم الماليزية والمضي بها قدمًا.
يقع الدوري الماليزي السوبر والدوري الماليزي البريمير في المستويين الأول والثاني من نظام دوري كرة القدم الماليزي، وهما جزء من دوري كرة القدم الماليزي - البطولة الرئيسية لكرة القدم في البلاد. ويتنافس في هذه البطولات 24 ناديًا مقسمة إلى قسمين، ويعمل النظام على أساس الصعود والهبوط بينهما، إلى جانب دوري M3 الماليزي (المستوى الثالث) ودوري M4 الماليزي (المستوى الرابع) اللذان يقعان تحت اختصاص دوري كرة القدم للهواة، وهي شركة تابعة لدوري كرة القدم الماليزي.
ينظم دوري كرة القدم الماليزي و يحتفظ بالسجلات الرسمية لمباريات الدوري والكأس، مع العمل على تطبيق قواعد كرة القدم الاحترافية. وإلى جانب ذلك، تشرف الشركة أيضًا على تطوير واعتماد وتسجيل لاعبي كرة القدم المحترفين والمدربين والحكام. يتحمل دوري كرة القدم الماليزي مسؤولية الترويج لكرة القدم الإحترافية في ماليزيا من خلال البث ووسائل الإعلام الأخرى.
يُعد دوري كرة القدم الماليزي شركة مساهمة، حيث تعمل الأندية الأعضاء الـ 24 كمساهمين. تمتد المواسم من فبراير إلى نوفمبر، حيث يخوض كل فريق 22 مباراة (يلعب ضد كل فريق في الدوري مرتين، على أرضه وخارجها) ليصل المجموع إلى 132 مباراة في الموسم. قد يختلف عدد المباريات في كل موسم إذا انسحب فريق في الدوري بسبب عوامل معينة. تُلعب معظم المباريات بعد ظهر يومي الجمعة والسبت، بينما تقام المباريات الأخرى خلال أمسيات أيام الأسبوع.

## التاريخ
بعد تعيين Silva من قبل الاتحاد الماليزي لكرة القدم (FAM) كمستشار عالمي لجميع الحقوق الإعلامية والتجارية لمجموعة واسعة من مسابقات FAM، تم إنشاء شراكة ذات مسؤولية محدودة لكرة القدم الماليزية (FMLLP) لإدارة أكبر ناديين، وكان هدف شراكة MP & Silva وFAM هو توسيع نطاق البث وتعظيم الإمكانات التجارية لممتلكاتها، تمثل الشراكة الخطوات الأولى لخصخصة الدوريات المحترفة الماليزية حيث تم إنشاء الشركة القابضة التابعة لها، شراكة كرة القدم الماليزية المحدودة المسؤولية (FMLLP)، للإدارة أندية كرة القدم المحلية على مستوى الدوري. بلغت قيمة هذه الصفقة 1.26 مليار رينجيت ماليزي (470 مليون دولار سنغافوري أو 233 مليون جنيه إسترليني) على مدى 15 عامًا تبدأ من عام 2016. ومع ذلك، ظهرت تصدعات في الاتفاقية في وقت لاحق من ذلك العام بعد ظهور تقارير تفيد بأن مستويات التمويل الموعودة فشلت في تحقيقها، مما أدى إلى عقد اتفاق شراكة مع وكالة الإعلام الرياضي.
في مارس 2018، تم تغيير العلامة التجارية للشركة لتصبح الدوري الماليزي لكرة القدم من شركة Football Malaysia Limited Liability Partnership. تهدف الشركة إلى أن تكون أكثر ديناميكية وتنافسية، حيث أصبحت MFL الآن منظمة مستقلة ولم تعد مرتبطة بـ FAM.
في عام 2018، تم إنشاء شركة فرعية جديدة للشركة تُعرف باسم دوري كرة القدم للهواة (AFL) والتي تم تكليفها بإدارة القسم الثالث وما دونه اعتبارًا من عام 2019 فصاعدًا. أكد اتحاد كرة القدم الأميركي رسميًا تشكيل دوري ماليزيا M3 ودوري ماليزيا M4 باعتبارهما القسمين الثالث والرابع من نظام الدوري الماليزي لكرة القدم كمنافسات دوري للهواة. تم تأكيد تنافس 14 ناديًا في الموسم الافتتاحي للدرجة الثالثة التي تم إصلاحها حديثًا، والتي حلت محل الدوري الماليزي FAM السابق، بينما كان الدوري الماليزي M4 يضم دوريات اتحاد كرة القدم الحكومية والدوريات الاجتماعية بالتوازي لتشكيل الدرجة الرابعة الجديدة.